# Aeroporto Surucucu
O Aeroporto Surucucus (ICAO: SWUQ) é um aeródromo localizado em Alto Alegre em Roraima, Brasil, no interior da Terra Indígena Yanomami. É asfaltado, com uma pista de 1067 m x 25 m. O aeródromo está localizado no topo da Serra das Surucucus, um tepui a cerca de 1.000 metros de altitude. É referência para as operações do 4º Pelotão Especial de Fronteira - 4ºPEF do Comando de Fronteira Roraima e 7.º Batalhão de Infantaria de Selva (BIS) do Exército Brasileiro, para a Fundação Nacional de Saúde - FUNASA e para a Fundação Nacional do Índio - FUNAI, entidades federais sediadas na região.